# Al-Azhar Park
Al-Azhar Park (arab. حديقة الأزهر) – park miejski położony w Kairze w Egipcie.
Park Miejski Al-Azhar Park został wymieniony jako jedna z sześćdziesięciu wspaniałych przestrzeni publicznych na świecie przez Project for Public Spaces.

## Galeria

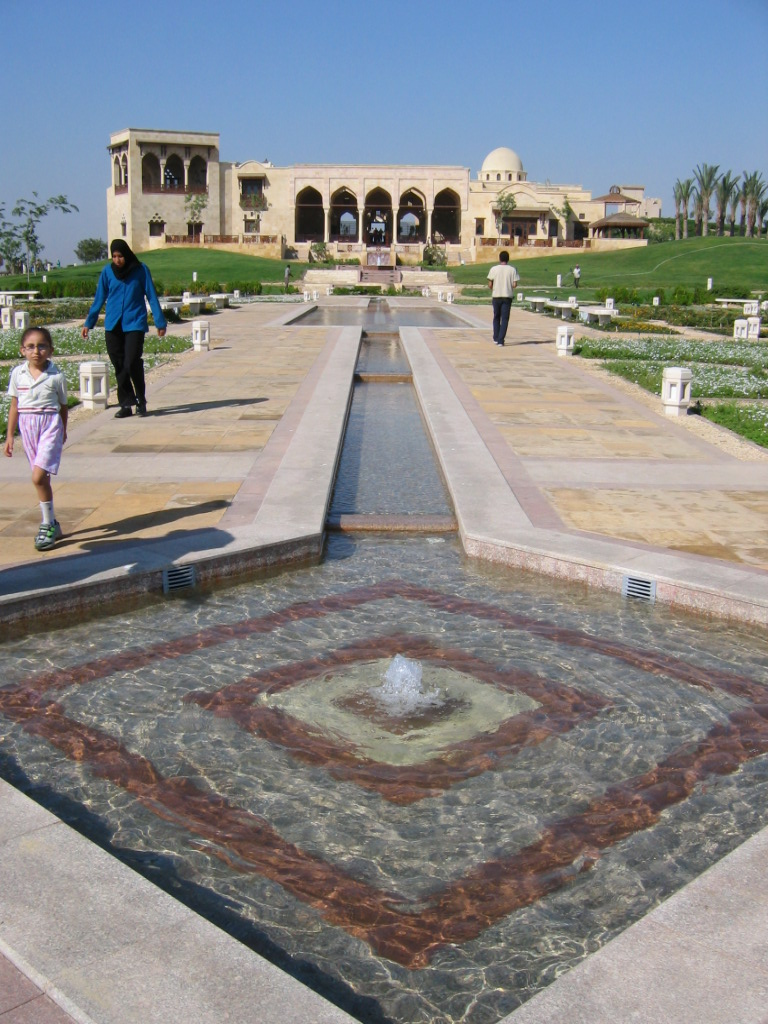
Droga wodna w parku
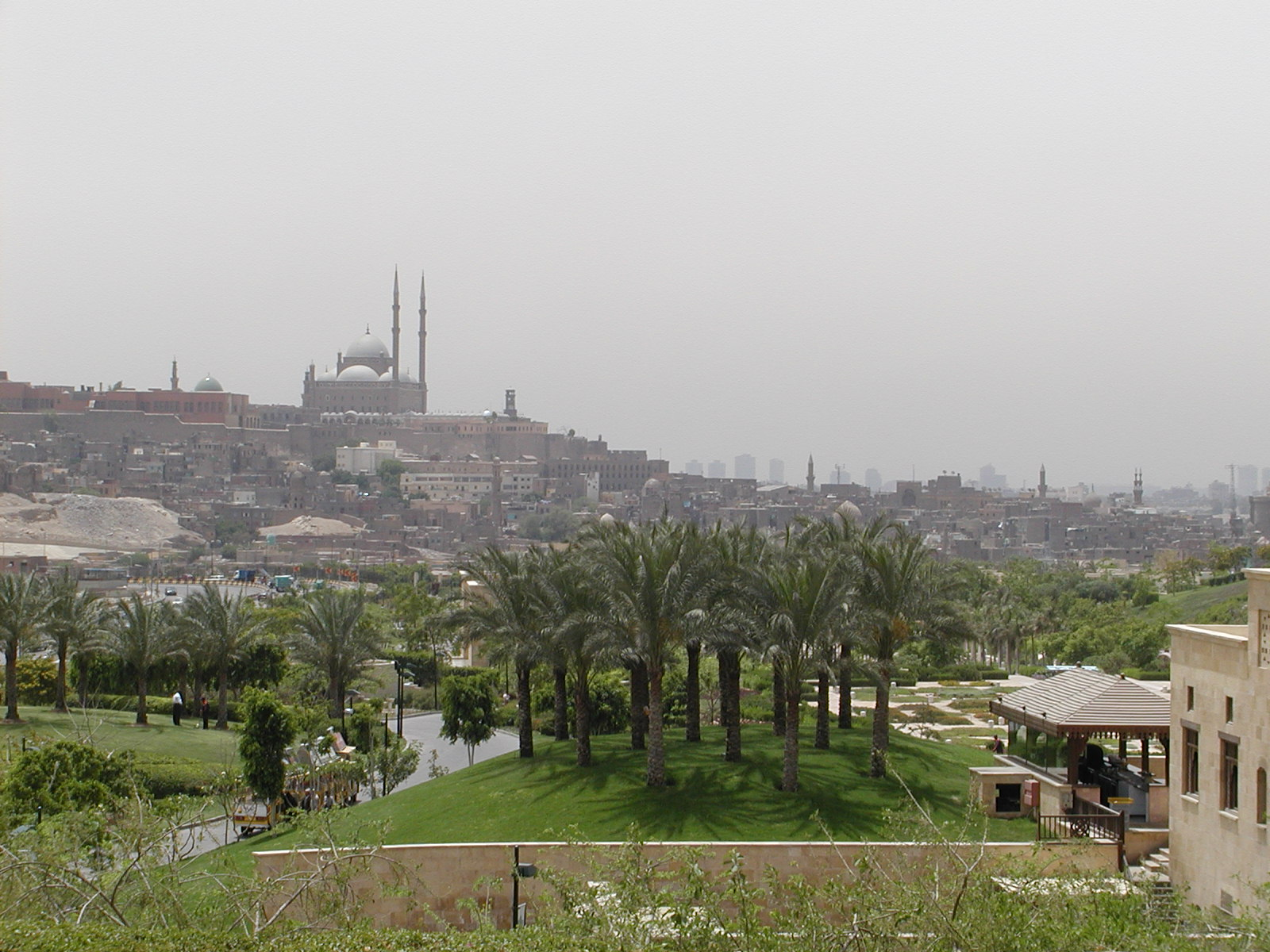
Widok na Kair z punktu widokowego znajdującego się w parku
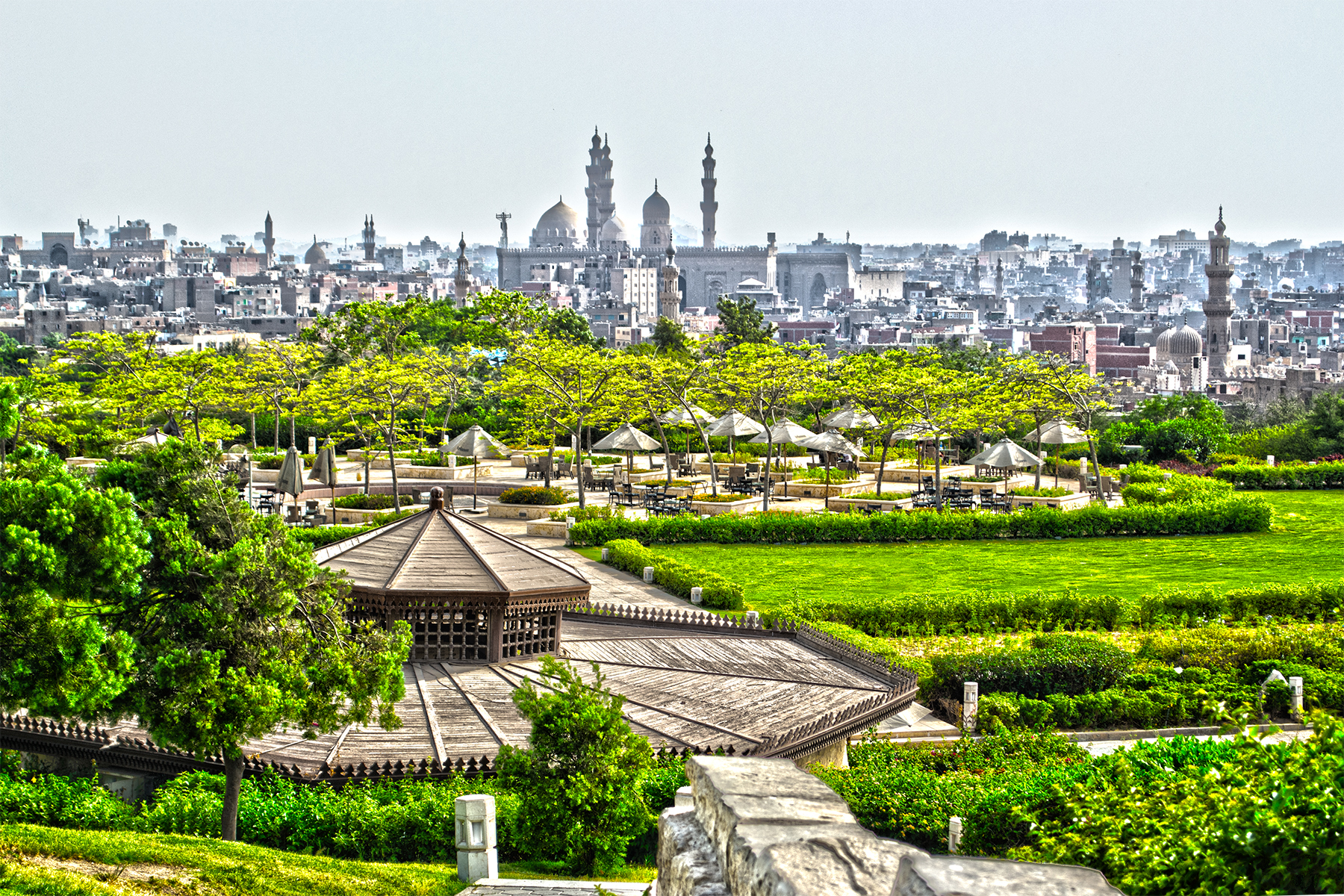
Widok na ogród parku Al Azhar
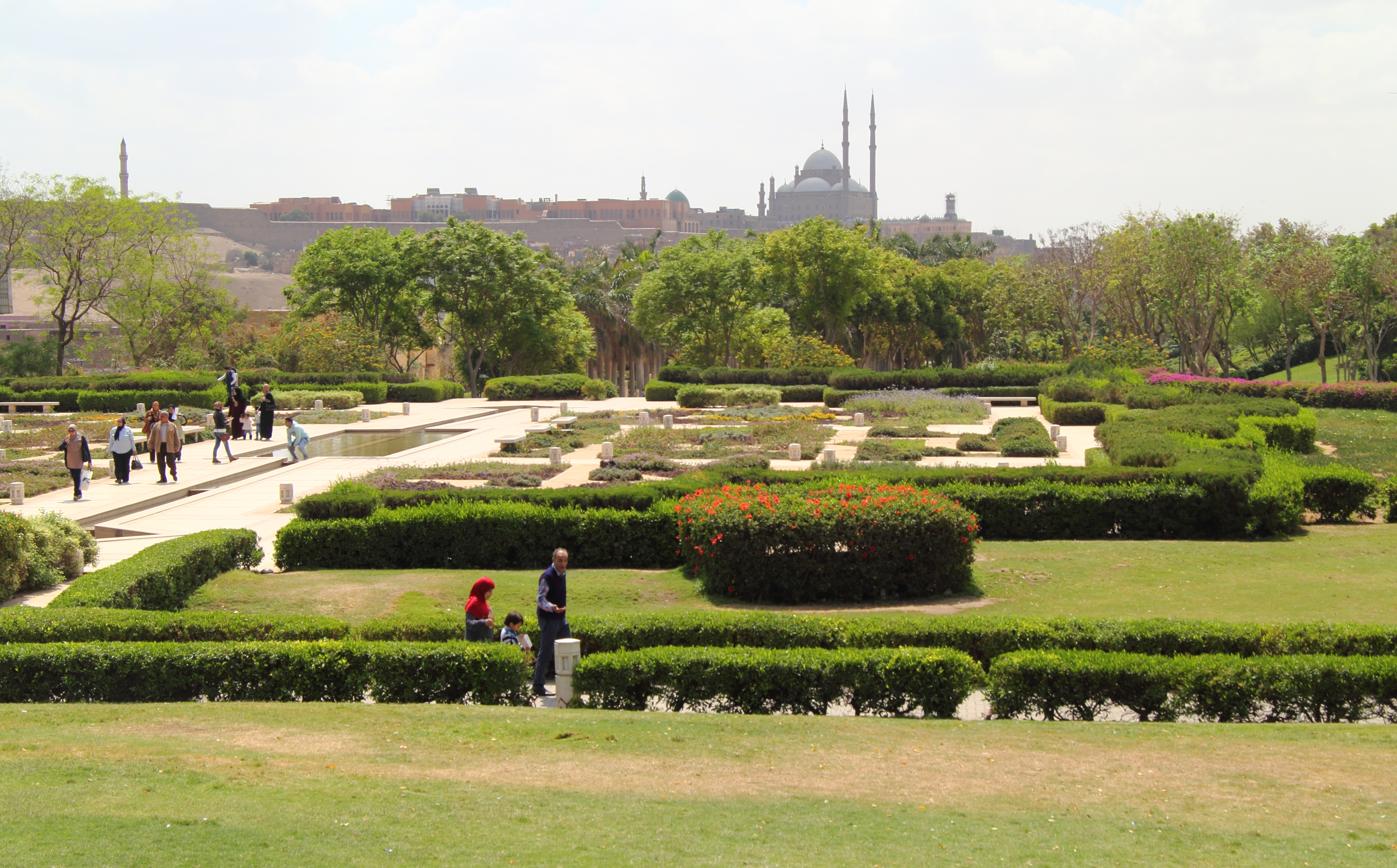
Al-Azhar-Park w 2016 roku